# 辻井正次
辻井 正次（つじい まさつぐ、1963年 - ）は、日本の心理学者。中京大学現代社会学部教授。

## 来歴
- 1992年 - 名古屋大学大学院教育学研究科博士課程満期退学。岐阜聖徳学園大学教育学部講師、後助教授
- 2000年 - 中京大学社会学部助教授
- 2006年 - 中京大学社会学部教授
- 2007年 - 中京大学現代社会学部教授。浜松医科大学子どものこころの発達研究センター客員教授[2]

## 学会
- 日本小児精神神経学会理事
- 日本乳幼児医学心理学会評議員
- 日本発達障害学会評議員[1]

## 著書
- 『広汎性発達障害の子どもたち 高機能自閉症・アスペルガー症候群を知るために』ブレーン出版、2004.9
- 『特別支援教育ではじまる楽しい学校生活の創り方 軽度発達障害の子どもたちのために』河出書房新社, 2007.4
- 『発達障害のある子どもたちの家庭と学校』遠見書房, 2013.7
- 『発達障害のある子の育ちの支援 家族と子どもを支える』中央法規出版, 2016.11

### 共編著・監修
- 『"いのち"ふれあう刻を 重度心身障害児との心理臨床』後藤秀爾共著. 川島書店, 1994.7
- 『現代青年の理解の仕方 発達臨床心理学的視点から』編著. ナカニシヤ出版, 1998.5
- 『高機能広汎性発達障害 アスペルガー症候群と高機能自閉症』杉山登志郎共編著. ブレーン出版, 1999.8
- 『子どもの不器用さ その影響と発達的援助』宮原資英共編著. ブレーン出版, 1999.8
- 『学習障害 発達的・精神医学的・教育的アプローチ』齋藤久子 監修, 石川道子,杉山登志郎共編著. ブレーン出版, 2000.2
- 『可能性ある子どもたちの医学と心理学 子どもの発達が気になる親と保育士・教師のために』石川道子,杉山登志郎共編著. ブレーン出版, 2002.2
- 『イルカ・セラピー入門 自閉症児のためのイルカ介在療法』中村和彦共編著. ブレーン出版, 2003.8
- 『発達障害者支援の現状と未来図 早期発見・早期療育から就労・地域生活支援まで』内山登紀夫,田中康雄共編, 市川宏伸監修. 中央法規出版, 2010.12
- 『大人の生活完全ガイド アスペルガー症候群 家族がサポート』杉山登志郎,望月葉子共監修. 保健同人社, 2010.7
- 『発達障害のある子どもができることを伸ばす! 学童編』杉山登志郎共監修. 日東書院本社, 2011.6
- 『発達障害のある子どもができることを伸ばす! 幼児編』杉山登志郎共監修. 日東書院本社, 2011.9
- 『特別支援教育実践のコツ 発達障害のある子どもの〈苦手〉を〈得意〉にする〉』編著. 金子書房, 2011.9
- 『楽しい毎日を送るためのスキル 発達障害ある子のステップアップ・トレーニング』アスペ・エルデの会共編. 日本評論社, 2012.7
- 『発達障害のある子どもができることを伸ばす! 思春期編』杉山登志郎共監修. 日東書院本社, 2013.9
- 『発達障害児者支援とアセスメントのガイドライン』監修, 明翫光宜編集代表, 松本かおり, 染木史緒, 伊藤大幸 編集. 金子書房, 2014.2
- 『発達障害の子の気持ちのコントロール』 (6歳児から使えるワークブック) 監修, アスペ・エルデの会 編, 明翫光宜, 飯田愛, 小倉正義 著. 合同出版, 2018.5
- 『発達障害の子の気持ちの聞き方・伝え方』 (6歳児から使えるワークブック) 監修, アスペ・エルデの会 編. 合同出版, 2019.3
- 『発達性協調運動障害〈DCD〉 不器用さのある子どもの理解と支援』宮原資英共監修, 澤江幸則, 増田貴人,七木田敦編著. 金子書房, 2019.8

### 翻訳
- フランセス・タスティン『自閉症と小児精神病』齋藤久美子監修, 平井正三監訳, 辻井正次 他訳. 創元社, 2005.12
- トニー・アトウッド『怒りのコントロール ワークブック アスペルガー症候群のある子どものための認知行動療法プログラム』 (アトウッド博士の〈感情を見つけにいこう〉）監訳, 東海明子 訳. 明石書店, 2008.12
- トニー・アトウッド『不安のコントロール ワークブック アスペルガー症候群のある子どものための認知行動療法プログラム』 (アトウッド博士の〈感情を見つけにいこう〉）監訳, 東海明子 訳. 明石書店, 2008.12
- スリーン A.ソールニア, パメラ E.ヴェントーラ『自閉症スペクトラム障害の診断・評価必携マニュアル』黒田美保共監訳. 東京書籍, 2014.2
- エリザベス・A・ローガソン『友だち作りの科学 社会性に課題のある思春期・青年期のためのSSTガイドブック』山田智子共監訳. 金剛出版, 2017.4
- セリーン・A・ソールニア, シェリル・クライマン『発達障害支援に生かす適応行動アセスメント』黒田美保共監訳. 金子書房, 2021.9
- デシリー・シルヴァ, ミシェル・トーナー『子どもが楽しく元気になるためのADHD支援ガイドブック 親と教師が知っておきたい9つのヒント』鈴木勝昭共監訳. 金剛出版, 2022.10